# Gil (santo)
San Gil de Atenas, también llamado San Egidio (Atenas, siglo VII - Marsella, siglo VIII), O.S.B., fue un ermitaño benedictino bizantino, que desarrolló su actividad en la Francia postromana. Es considerado santo por la Iglesia católica y su memoria litúrgica se celebra el 1 de septiembre. 
Su culto es amplio, y ha dado nombre a varias regiones del mundo, principalmente en Francia y zonas de influencia de su actividad, y se le considera una de las figuras más famosas del cristianismo medieval. Es uno de los catorce santos auxiliadores, y es patrono de la ciudad escocesa de Edimburgo.

## Hagiografía
Sanctus Ægidius nació en algún momento del siglo VII, probablemente en el año 640, en Atenas, en el Imperio Bizantino. No se sabe mucho sobre su vida (ya que su hagiografía fue escrita casi 200 años después, en el siglo X), pero se conoce que pertenecía a la nobleza bizantina.

### Conversión y ermetismo

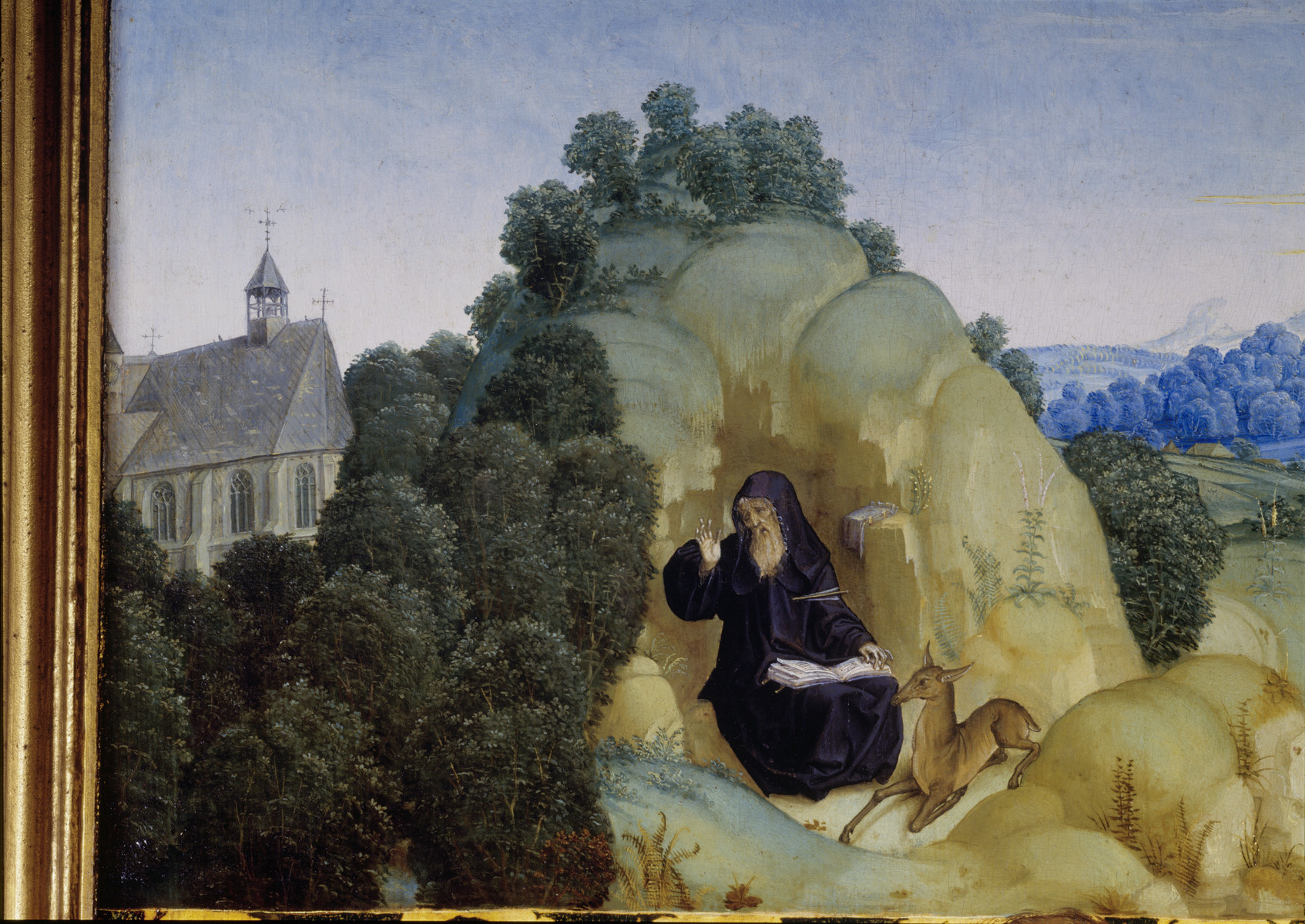
Representación de Gil con la cierva.

Según cuentan sus cronistas, un día Gil sintió la vocación para abandonar su vida de riquezas y donó sus posesiones a los pobres de la región, a la muerte de sus ricos padres. Luego se instaló en Marsella, en Galia, Imperio Romano de Occidente (actual Francia), para comenzar una vida de ermitaño, orando y meditando en la actual región de Provenza.
Se le atribuyen multitud de milagros como curaciones, resurrecciones y devolverle la fertilidad a tierras áridas de la región, por lo que su fama se acrecentó al punto que se vio obligado a retirarse a un bosque próximo al río Ródano, afluente del Mar Mediterráneo, conviviendo con el obispo de Arlés, Cesáreo. 
Se ocultó en la región hasta que fue descubierto por accidente por el rey Childeberto I (o Carlos Martel), quien andaba de caza por la zona, persiguiendo a una cierva, de cuya leche se alimentaba Gil. La cierva se ocultó en la cueva donde se refugiaba desde hacía varios años Gil, quien fue herido por las flechas de los arqueros del rey, quien de inmediato lo interrogaron por su presencia en la zona, y descubrieron su fama pasada.

### Su regreso a la sociedad
El rey se confesó con el monje, al parecer de un incesto, y en agradecimiento por sanar su espíritu, el rey ordenó construir por petición del anacoreta, un monasterio en el sitio donde encontró a Gil, conocido ahora como "Bosque de San Gil", y lo ordenó sacerdote y primer abad del monasterio hoy llamado Saint-Gilles-du-Gard, ya que la condición del rey para construir el monasterio, fue que Gil fuera su regente. Gil adoptó la Regla de San Benito para su comunidad.
Según la tradición, Gil murió en los pirineos catalanes a la prolongadísima edad de 84 años, probablemente entre el 720 y el 725.

## Culto público
Su memoria litúrgica es el 1 de septiembre y se le considera uno de los santos auxiliadores. 
Es el santo patrono de la ciudad de Edimburgo, la capital de Escocia. Se cree que la razón de esto se deba al fuerte vínculo de Escocia con Francia durante la Edad Media. Un supuesto hueso del brazo de San Gil se veneraba antes de la reforma escocesa en la Catedral de Edimburgo, dedicada a este santo. Aparentemente dicha reliquia desapareció, si bien, en 2002 apareció un hueso perteneciente al brazo de un hombre que estaba escondido en el techo de una de las partes más antiguas de la catedral. Algunos investigadores pensaron que podría tratarse de la reliquia de San Gil desaparecida en la reforma, si bien, hasta la fecha esto no ha podido ser probado.

### Topónimos
- Saint-Gilles (Sint-Gillis) en Bruselas, Bélgica.
- Saint-Gilles, en el departamento de Gard.
- Saint-Gilles, en el departamento de Ille y Vilaine.
- Saint-Gilles, en el departamento de Indre.
- Saint-Gilles, en el departamento de Manche.
- Saint-Gilles, en el departamento de Marne.
- Saint-Gilles, en el departamento de Saona y Loira.

- Saint-Gilles-Croix-de-Vie, en el departamento de Vendée.
- Saint-Gilles-de-Crétot, en el departamento de Sena Marítimo.
- Saint-Gilles-de-la-Neuville, en el departamento de Sena Marítimo.

- Saint-Gilles-des-Marais, en el departamento de Orne.
- Saint-Gilles-du-Mené, en el departamento de Côtes-d'Armor.
- Saint-Gilles-les-Bois, en el departamento de Côtes-d'Armor.
- Saint-Gilles-les-Forêts, en el departamento de Alto Vienne.
- Saint-Gilles-Pligeaux, en el departamento de Côtes-d'Armor.
- Saint-Gilles-Vieux-Marché, en el departamento de Côtes-d'Armor.

- San Gil (Colombia), municipio colombiano situado en el departamento de Santander.
- San Gil (Cáceres), entidad local menor española, perteneciente al municipio de Plasencia, en la provincia de Cáceres, en la comunidad autónoma de Extremadura.
- San Gil (Sevilla), barrio sevillano perteneciente al distrito Casco Antiguo, España.